# Atlantic Crossing
Atlantic Crossing – szósty studyjny album angielskiego piosenkarza rockowego Roda Stewarta. Wydany został w 1975 roku przez Warner Bros. Records. Płyta została podzielona na dwie części: szybką, w której artysta zaprezentował połączenie rocka z popem, oraz wolniejszą, na której znalazły się takie przeboje jak  „Sailing” i „I Don't Want to Talk About It”.

## Lista utworów
Strona pierwsza (szybka część)
| 1. | „Three Time Loser” (Stewart)                    | 4:03  |
|    |                                                 |       |
| 2. | „Alright For An Hour” (Stewart, Jesse Ed Davis) | 4:17  |
|    |                                                 |       |
| 3. | „All In The Name Of Rock & Roll” (Stewart)      | 5:02  |
|    |                                                 |       |
| 4. | „Drift Away” (Mentor Williams)                  | 3:43  |
|    |                                                 |       |
| 5. | „Stone Cold Sober” (Stewart, Steve Cropper)     | 4:12  |
|    |                                                 |       |
|    |                                                 | 21:17 |
|    |                                                 |       |
Strona druga (wolna część)
| 1. | „I Don't Want To Talk About It” (Danny Whitten)               | 4:47  |
|    |                                                               |       |
| 2. | „It's Not The Spotlight” (Barry Goldberg, Gerry Goffin)       | 4:21  |
|    |                                                               |       |
| 3. | „This Old Heart of Mine” (Holland-Dozier-Holland, Sylvia Moy) | 4:04  |
|    |                                                               |       |
| 4. | „Still Love You” (Stewart)                                    | 5:08  |
|    |                                                               |       |
| 5. | „Sailing” (Gavin Sutherland)                                  | 4:37  |
|    |                                                               |       |
|    |                                                               | 22:57 |
|    |                                                               |       |